# Grandi personaggi
Grandi personaggi (まんが偉人物語?, Manga ijin monogatari, lett. "Storie manga di grandi persone") è una serie televisiva anime prodotta in 46 episodi da Mainichi Broadcasting System, Group TAC e Nippon Herald.
La serie, diretta da Masazaku Higuchi, è stata trasmessa in Giappone da TBS dal 18 novembre 1977 al 29 settembre 1978, mentre in Italia è andata in onda dal 13 giugno 1981 sulle televisioni locali.

## Trama
Ogni episodio, diviso in due segmenti, è l'adattamento della biografia di due personaggi famosi.

## Sigle
Sigle iniziali
- Tsudzuke seishun-tachi yo (つづけ青春たちよ?), testi di Kōtarō Asō, musica e arrangiamento di Osamu Shōji, cantata da Hiroshi Kamayatsu (ep. 1-13)
- Ari no daitōryō (ありの大統領?), testi di Kōtarō Asō, musica e arrangiamento di Osamu Shōji, cantata da Hiroshi Kamayatsu (ep. 1-13)

Sigle finali
- Kore de ī no ka (これでいいのか?), testi di Kazuya Senke, musica di Mitsuo Hagita, arrangiamento di Nozomi Aoki, cantata dai Koorogi '73 e dall'Otowa Yurikago Kai (ep. 14-46)
- Darekaga mae o (誰かが前を?), testi di Kazuya Senke, musica di Mitsuo Hagita, arrangiamento di Nozomi Aoki, cantata dai Koorogi '73 e dall'Otowa Yurikago Kai (ep. 14-46)

## Episodi
| Nº | Titolo italiano Giapponese 「Kanji」 - Rōmaji                                                                  | In onda           | In onda |
| Nº | Titolo italiano Giapponese 「Kanji」 - Rōmaji                                                                  | Giapponese        |         |
| 1  | I fratelli Wright 「ライト兄弟」 - Raito kyōdaiBabe Ruth 「ベーブ・ルース」 - Bēbu Rūsu                        | 18 novembre 1977  |         |
| 2  | Ludwig Van Beethoven 「ベートーベン」 - BētōbenNewton 「ニュートン」 - Nyūton                                  | 25 novembre 1977  |         |
| 3  | Amudsen e Scott 「アムンゼンとスコット」 - Amunzen to SukottoNightingale 「ナイチンゲール」 - Naichingēru      | 2 dicembre 1977   |         |
| 4  | Edison 「エジソン」 - EjisonRyokan 「良寛」 - Ryōkan                                                           | 9 dicembre 1977   |         |
| 5  | Nobel 「ノーベル」 - NōberuFranklin 「フランクリン」 - Furankurin                                              | 16 dicembre 1977  |         |
| 6  | Marco Polo 「マルコ・ポーロ」 - Maruko PōroKatsushika Hokusai 「葛飾北斎」 - Katsushika Hokusai                | 23 dicembre 1977  |         |
| 7  | Schliemann 「シュリーマン」 - ShurīmanPaul Gauguin 「ゴーガン」 - Gōgan                                        | 30 dicembre 1977  |         |
| 8  | Tomitaro Makino 「牧野富太郎」 - Makino TomitarōColombo 「コロンブス」 - Koronbusu                             | 6 gennaio 1978    |         |
| 9  | Leonardo Da Vinci 「レオナルド・ダ・ヴィンチ」 - Reonarudo Da VinchiLuigi Pasteur 「パスツール」 - Pasutsūru   | 13 gennaio 1978   |         |
| 10 | Morse 「モース」 - MōsuMatsuo Basho 「松尾芭蕉」 - Matsuo Bashō                                                | 20 gennaio 1978   |         |
| 11 | Gutenberg 「グーテンベルク」 - GūtenberukuVan Gogh 「ゴッホ」 - Gohho                                          | 27 gennaio 1978   |         |
| 12 | Jenner 「ジェンナー」 - Jen'nāAlessandro Magno 「アレキサンダー大王」 - Arekisandā daiō                        | 3 febbraio 1978   |         |
| 13 | Bell 「ベル」 - BeruLivingstone 「リビングストン」 - Ribingusuton                                              | 10 febbraio 1978  |         |
| 14 | Koch 「コッホ」 - KohhoRodin 「ロダン」 - Rodan                                                                | 17 febbraio 1978  |         |
| 15 | Watts 「ワット」 - WattoUnkei 「運慶」 - Unkei                                                                 | 24 febbraio 1978  |         |
| 16 | Genghis Khan 「ジンギスカン」 - Jingisu KanMadame Curie 「キュリー夫人」 - Kyurī fujin                         | 3 marzo 1978      |         |
| 17 | Galileo Galilei 「ガリレオ・ガリレイ」 - Garireo GarireiCharles Robert Darwin 「ダーウィン」 - Dauin           | 10 marzo 1978     |         |
| 18 | Jean Henri Fabre 「ファーブル」 - FāburuLafcadio Hearn 「小泉八雲」 - Koizumi Yakumo                           | 17 marzo 1978     |         |
| 19 | Ikkyu 「一休」 - IkkyūFerdinando Magellano 「マゼラン」 - Mazeran                                              | 24 marzo 1978     |         |
| 20 | Foster 「フォスター」 - FosutāMendel 「メンデル」 - Menderu                                                    | 31 marzo 1978     |         |
| 21 | Sanzang 「三蔵法師」 - San kurahōshiJames Cook 「キャプテン・クック」 - Kyaputen Kukku                         | 7 aprile 1978     |         |
| 22 | Ryoma Sakamoto 「坂本竜馬」 - Sakamoto RyōmaRöntgen 「レントゲン」 - Rentogen                                  | 14 aprile 1978    |         |
| 23 | Kinjiro Ninomiya 「二宮金次郎」 - Ninomiya KinjirōKobayashi Issa 「小林一茶」 - Kobayashi Issa                 | 21 aprile 1978    |         |
| 24 | Yukichi Fukuzawa 「福沢諭吉」 - Fukuzawa YukichiMillet 「ミレー」 - Mirē                                       | 28 aprile 1978    |         |
| 25 | Hideyo Noguchi 「野口英世」 - Noguchi HideyoCopernico 「コペルニクス」 - Koperunikusu                          | 5 maggio 1978     |         |
| 26 | I fratelli Grimm 「グリム兄弟」 - Gurimu kyōdaiStephenson 「スチーブンソン」 - Suchībunson                     | 12 maggio 1978    |         |
| 27 | Shibasaburo Kitasato 「北里柴三郎」 - Kitasato ShibasaburōHans Christian Andersen 「アンデルセン」 - Anderusen | 19 maggio 1978    |         |
| 28 | Lincoln 「リンカーン」 - RinkānGanjin 「鑑真」 - Ganjin                                                        | 26 maggio 1978    |         |
| 29 | Ryotaku e Genpaku 「良沢と玄白」 - Ryōtaku to GenpakuNansen 「ナンセン」 - Nansen                              | 2 giugno 1978     |         |
| 30 | Robert Fulton 「フルトン」 - FurutonArchimede 「アルキメデス」 - Arukimedesu                                   | 9 giugno 1978     |         |
| 31 | Picard 「ピカール」 - PikāruHiroshige Ando 「安藤広重」 - Andō Hiroshige                                       | 16 giugno 1978    |         |
| 32 | Sesshu 「雪舟」 - SesshūCervantes 「セルバンテス」 - Serubantesu                                               | 23 giugno 1978    |         |
| 33 | Seton 「シートン」 - ShītonLi Bai e Du Fu 「李白と杜甫」 - Rihaku to Toho                                      | 30 giugno 1978    |         |
| 34 | Natsume Soseki 「夏目漱石」 - Natsume SōsekiYamanoue no Okura 「山上憶良」 - Yamanōe no Okura                  | 7 luglio 1978     |         |
| 35 | Washington 「ワシントン」 - WashintonIchiyo Higuchi 「樋口一葉」 - Higuchi Ichiyō                              | 14 luglio 1978    |         |
| 36 | Mark Twain 「マーク・トウェイン」 - Māku TōeinSaigyo 「西行」 - Saigyō                                         | 21 luglio 1978    |         |
| 37 | Nakahama 「ジョン万次郎」 - Jon ManjirōSchubert 「シューベルト」 - Shūberuto                                   | 28 luglio 1978    |         |
| 38 | Charles Lindbergh 「リンドバーグ」 - RindobāguKano Jigoro 「嘉納治五郎」 - Kanō Jigorō                         | 4 agosto 1978     |         |
| 39 | Wolfgang Amadeus Mozart 「モーツァルト」 - MōtsuarutoKatsu e Saigo 「勝と西郷」 - Katsu to Saigō               | 11 agosto 1978    |         |
| 40 | Hedin 「ヘディン」 - HedinPestalozzi 「ペスタロッチ」 - Pesutarotchi                                           | 18 agosto 1978    |         |
| 41 | Michelangelo 「ミケランジェロ」 - MikeranjeroCiolkovskij 「ツイオルコフスキー」 - Tsuiorukofusukī              | 25 agosto 1978    |         |
| 42 | Helen Keller 「ヘレン・ケラー」 - Heren KerāTadataka Inou 「伊能忠敬」 - Tadataka Inō                          | 1º settembre 1978 |         |
| 43 | Dunant 「デュナン」 - DeyunanInoue Den 「井上でん」 - Inoue Den                                                | 8 settembre 1978  |         |
| 44 | Hiraga Gennai 「平賀源内」 - Hiraga Gen'naiShotoku 「聖徳太子」 - Shōtoku taishi                               | 15 settembre 1978 |         |
| 45 | Socrate 「ソクラテス」 - SokuratesuAoki Konyo 「青木昆陽」 - Aoki Kon'yō                                       | 22 settembre 1978 |         |
| 46 | Chikamatsu Monzaemon 「近松門左衛門」 - Chikamatsu MonzaemonMurasaki Shikibu 「紫式部」 - Murasaki Shikibu     | 29 settembre 1978 |         |